# Parco nazionale del Monte Pulog
Il parco nazionale del monte Pulog o del monte Pulag (in lingua inglese: Mount Pulog National Park) è un'area naturale protetta situata nella parte settentrionale delle Filippine nella Regione Amministrativa Cordillera. Il parco venne istituito il 20 febbraio 1987 con decreto No. 75, s. 1987 dell'allora presidente delle Filippine Corazon Aquino.
Il parco occupa una superficie di circa 11 550 ettari ed è uno dei quattro parchi nazionali della Regione Amministrativa Cordillera delle Filippine: si sviluppa nelle provincie di Benguet, Nueva Vizcaya e Ifugao; nel 2006 è stato proposto all'UNESCO come candidato ad essere parte dei patrimoni dell'Umanità delle Filippine.

## Flora
Tutto il comprensorio del parco ha carattere movimentato, articolato in ripidi versanti montuosi, gole e burroni sovrastati da vette imponenti, alcune fra le più alte di tutte le Filippine. Lo stesso monte Pulag è la terza elevazione del paese (a detta di alcuni la seconda).
Le pendici bassomontane sono coperti a tratti da pinete composte esclusivamente di Pinus kesiya, una delle due sole specie di pino riscontrabili nelle Filippine. In molte delle zone più facilmente accessibili del parco, la pineta è crollata sotto i colpi della scure fra gli anni cinquanta e il 1972; quella che si vede oggi è quindi quasi esclusivamente di seconda crescita. Oggi, inoltre, molte porzioni della pineta sono destinate alle coltivazioni e, anche nelle aree fittamente coperte di boschetti, il sottobosco viene regolarmente bruciato per incoraggiare la crescita di erbe fresche da pascolo.
Sopra il livello delle pinete, a partire da un'altitudine di circa 2200 m, domina la foresta umida, che è anche di gran lunga l'habitat prevalente sul Pulag, poiché copre un'area di 5800 ettari, pari a circa metà del comprensorio del parco. Questa foresta è caratterizzata da fitti addensamenti di alberi bassi e contorti, fra cui dominano querce endemiche, lauri e felci arboree, tutti rivestiti di uno spesso manto di muschio.
Il limite degli alberi si raggiunge a circa 2600 m, dove comincia a imporsi la prateria, dominata da bambù nani (una specie comune alle montagne di Taiwan), che in questi ampi spazi aperti possono crescere fino a circa 13 cm. A settembre, i prati si illuminano dei colori di migliaia di fiori spontanei.

## Fauna
Evidentemente, gran parte della fauna del parco è adattata a questo specifico habitat e include alcune specie endemiche filippine, quali due tipi di ratto delle cortecce (quello di Schadenberg e il Phloeomys pallidus), molte specie di pipistrelli e moltissimi uccelli silvani.